# ジン・アンド・イット
ジン・アンド・イット（英: Gin & It）はジンとスイート・ベルモットを同量用いた古典的カクテル。ジン・イタリアンとも呼ばれる。
イットは英語の代名詞ではなく、「イタリアン」の意味である。スイート・ベルモットはイタリアン・ベルモットと呼ばれることもあり、そこから採られている。マティーニの原形とされる。
イタリアの酒造会社マルティーニ・エ・ロッシが自社のベルモット（スイート・ベルモット）拡販のためのジン・アンド・イットを広めたのではないかと考えられている。マティーニ以外にも本カクテルから派生してマンハッタン、ロブ・ロイが誕生していった。

## レシピの例
レシピ
- ジン - 30ml
- スイート・ベルモット - 30ml

作り方
1. 材料をグラスに注ぐ。

ミキシンググラスでステアして作っても良い。
製氷機が無い時代に考案されたカクテルのため各材料は冷やさないのが本来のスタイルである。また、考案された時代のジンは加糖されたオールド・トム・ジンであり、甘口のジンである。

## バリエーション
ジン・アンド・フレンチ
ベルモットをフランス産のフレンチ・ベルモット（ドライ・ベルモット）に換える。